# 羅思仁
丹斯里罗思仁（1923年5月9日—2020年1月1日），马来西亚政治人物，為马来西亚沙巴州第一位华裔首席部长（1964–1967）。1961年，他创立沙巴联合党，并当选为笫一任主席。次年，该党与沙巴民主党合并，名为沙巴民族党。1964年，沙巴民族党与北婆罗洲华人公会合并，改称为沙巴華人公會，罗思仁被推选为沙巴华人公会总会长。罗思仁还曾担任过山打根市政局议员兼副主席（1958–1961）、北婆罗洲立法会议议员（1961–1963）及不管部部长（1964）。自马来西亚成立后，罗思仁还担任了15年的国会议员（1963–1978）。

## 背景
罗思仁在1923年5月19日于北婆罗洲山打根出生，祖籍中國广东河源龙川紫市。年幼时，罗思仁先后到山打根圣玛丽小学及新加坡圣安东尼学院就读。在考获高级剑桥文凭后，罗思仁编赴纽西兰惠灵顿维多利亚大学法律系深造。罗思仁于1956年毕业后，到位于山打根的缎劳尔申与墨敬苏（Donaldson & Burkinshaw，现称为敦升）律师楼工作。隔年，罗思仁在山打根创立律帅楼（Syarikat Guaman Peter Lo & Co），执律师业。

## 政治生涯
1958年，罗思仁被委任为山打根市政局议员，并当上该局的副主席，任期三年。1961年，罗思仁创立沙巴联合党，并当选为第一任主席。同年，他还担任北婆罗洲立法会议议员。适逢马来亚时任首相东姑阿都拉曼推行“大马来西亚计划”，希望马来亚与北婆罗洲、砂拉越、新加坡及汶莱合并，成立为一个国家马来西亚。罗思仁领导的沙巴联合党的成员多为华裔商人和自由职业者，对于“大马计划”的建议，因担心当地华人的权益受到影响而持反对立场。次年，沙巴联合党与沙巴民主党合并，易名为沙巴民族党，由沙巴民主党领袖陈彼得担任主席。两党合并后，罗思仁对于最初反对“大马计划”建议的立场有所改变，并依随沙巴民族党的主张，支持加入马来西亚，但必须以英语为国家语言，反对马来特权，要求与砂拉越、汶莱联合实行自治，只有国防与外交权中马来西亚中央政府掌握。
1962年12月，北婆罗洲迎来第一次选举，选举制度规定先进行地方和市议会选举，然后由选举团从中选议员选出国会议员与州会议员。当时，罗思仁被委任为立法会委员，直到马来西亚成立。之后，他当选为国会议员，出任沙巴州联盟宪法及司法小组委员会执行委员。虽然马来西亚在1963年9月16日成立，但“大马计划”的建议因土地权的问题，引起邻国印尼及菲律宾不满。当马来西亚正式成立，次日印度尼西亚及菲律宾宣布与马来西亚断交，关系陷入紧张状态，甚至准备开战。1964年，在苏联、英国、澳洲、纽西兰等国及美国国会政策影响下，美国政府派出罗伯特‧肯尼迪进行调停，并在泰国曼谷进行“三方会谈”，以期促成印度尼西亚停火。9月，由内政部部长依斯迈·阿都拉曼率领的马来西亚代表团前往曼谷进行会谈，罗思仁为该代表团成员之一，但未成功改善马来西亚与印尼及菲律宾之间的关系。
1964年，沙巴民族党与北婆罗洲华人公会合并，改称为沙巴华人公会，罗思仁则被推选为沙巴华人公会总会长。同年9月，罗思仁被调派到吉隆坡担任不管部部长。12月，沙巴州首席部长法史蒂芬及沙巴州州元首慕斯达法关系闹僵。最终，由时任首相东姑阿都拉曼裁决，在沙巴州议会进行选举前，慕斯达法仍旧担任州元首一职，法史蒂芬则到吉隆坡担任沙巴事务的联邦部长，沙巴州首席部长一职则由罗思仁取代。1965年，罗思仁以沙巴州首席部长身份主待东南亚通信电缆计划（South East Asia Communication Cable, SEACOM）。此计划为提升沙巴的通讯设备，使沙巴与马来半岛的人民得以联系。当时，罗思仁身兼国会议员，1965年11月的国会，他曾批评中央政府征收营业税和保护税，有如一双锋利的剪刀，将沙巴这只绵羊剪至全裸，其言论深获商人与民众的赞许。
1967年，沙巴举行州选举，当时罗思仁为沙巴华人公会争取到六个席位。但在选举的过程中，罗思仁所领导的沙巴华人公会面对一群独立人士的对抗，而关昭明则是五名独立人士的主要财务资助人。这主要是罗思仁在早前曾与关昭明发生争执，后来没有提名他为上议员，而将此职位给了沙巴华人公会的代表。这些独立人士利用关昭明控制的报纸《婆罗洲时报》对沙巴华人公会进行攻击，当中还批评沙巴华人公会的领袖丧失了作为华人社会代言人的权利。同时，独立人士还以宪法保障条约《二十点协议》打击罗思仁。当时，还列出三点说明罗思仁未兑现之前许下的诺言，此即罗思仁曾向公众保证在终其政治生涯前，他都要以捍卫《二十点协议》为本。这三点为：一、利用政府资金修建回教堂，而国外基督教传教士却很难获得入境证，这与《二十点协议》中伊斯兰教不是沙巴官方宗教有异；二、税收并未像规定的那样逐步增加，而是迅速增加；三、《二十点协议》规定在独立后沙巴的教育体制在十年内应保持不变，但教育体制已经出现不少变化。同时，《婆罗洲时报》还公布罗思仁与彭德聪控制木业公司的股份，而且还详细报导了罗思仁在担任首席部长后，与邱锡洲的木材采伐契约不断增加。最终，罗思仁在伊罗普拉州议席中以1,496张多数票败给独立人士叶伯良，因而卸下沙巴州首席部长一职。
虽然罗思仁在沙巴州选举败选，但并未影响其政途。他在国会选举中还是获胜，并继续担任国会议员。至于在国会中所讨论过的课题，包括马来西亚与俄罗斯在经济与技术合作协议、修订《劳工会条例》、马来西亚与中国外交关系、股票行条例草案等等。1978年，罗思仁退出政坛，故有较多时间参与会馆活动。期间，罗思仁还曾任过沙巴州客属公会山打根分会理事长。

## 逝世
2020年1月1日晚，罗思仁在亚庇的KPJ沙巴专科医院逝世，享寿96岁。逝世后，罗思仁的灵堂设于福禄寿殡仪馆以供民众瞻仰。罗思仁共遗留下4名子女，安息弥撒于1月6日早上在天主教圣心堂举行。

## 封衔
1983年9月，罗思仁获沙巴州元首封赐太平局绅勋衔。
2007年5月12日，罗思仁获国家元首封赐团结勋章。
- 马来西亚 : 
  -  效忠领袖勋章（PSM）- 丹斯里 （1996）[5]